# Verny
Verny és un municipi francès situat al departament del Mosel·la i a la regió del Gran Est. L'any 2007 tenia 1.900 habitants.

## Demografia

### Població
El 2007 la població de fet de Verny era de 1.900 persones. Hi havia 688 famílies, de les quals 114 eren unipersonals (55 homes vivint sols i 59 dones vivint soles), 228 parelles sense fills, 315 parelles amb fills i 31 famílies monoparentals amb fills.
La població ha evolucionat segons el següent gràfic:
Habitants censats

### Habitatges
El 2007 hi havia 710 habitatges, 696 eren l'habitatge principal de la família i 14 estaven desocupats. 513 eren cases i 197 eren apartaments. Dels 696 habitatges principals, 485 estaven ocupats pels seus propietaris, 188 estaven llogats i ocupats pels llogaters i 24 estaven cedits a títol gratuït; 2 tenien una cambra, 28 en tenien dues, 41 en tenien tres, 161 en tenien quatre i 464 en tenien cinc o més. 611 habitatges disposaven pel capbaix d'una plaça de pàrquing. A 279 habitatges hi havia un automòbil i a 381 n'hi havia dos o més.

### Piràmide de població
La piràmide de població per edats i sexe el 2009 era:
| Homes | Edats   | Dones |
| ----- | ------- | ----- |
| 0     | 95 o +  | 0     |
| 0     | 90 a 94 | 0     |
| 0     | 85 a 89 | 0     |
| 0     | 80 a 84 | 0     |
| 8     | 75 a 79 | 12    |
| 28    | 70 a 74 | 16    |
| 24    | 65 a 69 | 24    |
| 40    | 60 a 64 | 32    |
| 44    | 55 a 59 | 36    |
| 56    | 50 a 54 | 60    |
| 36    | 45 a 49 | 60    |
| 60    | 40 a 44 | 52    |
| 92    | 35 a 39 | 64    |
| 48    | 30 a 34 | 84    |
| 60    | 25 a 29 | 48    |
| 52    | 20 a 24 | 40    |
| 44    | 15 a 19 | 52    |
| 52    | 10 a 14 | 80    |
| 80    | 5 a 9   | 64    |
| 32    | 0 a 4   | 32    |

## Economia
El 2007 la població en edat de treballar era de 1.252 persones, 957 eren actives i 295 eren inactives. De les 957 persones actives 889 estaven ocupades (464 homes i 425 dones) i 67 estaven aturades (31 homes i 36 dones). De les 295 persones inactives 109 estaven jubilades, 123 estaven estudiant i 63 estaven classificades com a «altres inactius».

### Ingressos
El 2009 a Verny hi havia 695 unitats fiscals que integraven 1.935 persones, la mediana anual d'ingressos fiscals per persona era de 20.304 €.

### Activitats econòmiques
Dels 72 establiments que hi havia el 2007, 1 era d'una empresa extractiva, 1 d'una empresa alimentària, 8 d'empreses de construcció, 13 d'empreses de comerç i reparació d'automòbils, 4 d'empreses de transport, 5 d'empreses d'hostatgeria i restauració, 1 d'una empresa d'informació i comunicació, 5 d'empreses financeres, 2 d'empreses immobiliàries, 8 d'empreses de serveis, 20 d'entitats de l'administració pública i 4 d'empreses classificades com a «altres activitats de serveis».
Dels 17 establiments de servei als particulars que hi havia el 2009, 1 era una oficina d'administració d'Hisenda pública, 1 gendarmeria, 1 oficina de correu, 1 una oficina bancària, 1 taller de reparació d'automòbils i de material agrícola, 2 guixaires pintors, 3 lampisteries, 1 electricista, 2 perruqueries, 1 veterinari i 3 restaurants.
Dels 3 establiments comercials que hi havia el 2009, 1 era un hipermercat, 1 una botiga de menys de 120 m² i 1 una joieria.
L'any 2000 a Verny hi havia 3 explotacions agrícoles.

## Equipaments sanitaris i escolars
El 2009 hi havia 1 farmàcia i 1 ambulància.
El 2009 hi havia una escola elemental.

## Poblacions més properes
El següent diagrama mostra les poblacions més properes.